# Raquel Sánchez Jiménez
Raquel Sánchez Jiménez   (Gavà, 18 de novembre de 1975) és una advocada i política catalana, actual presidenta de Paradores de Turismo. Anteriorment, ha sigut ministra de Transports, Mobilitat i Agenda Urbana del Govern de Pedro Sánchez. Va ser l'alcaldessa de Gavà des del febrer del 2014 fins al juliol del 2021.

## Trajectòria
Llicenciada en Dret per la Universitat de Barcelona, va fer un Màster de Dret del Treball i Seguretat Social a la Universitat Pompeu Fabra. Va exercir com a advocada a Barcelona i Castelldefels. Ha dedicat bona part la seva vida política a la localitat de Gavà. Membre del Partit dels Socialistes de Catalunya des del 2003, va ser regidora a l'Ajuntament de Gavà des del 2007 i tinenta d'alcaldia des del 2011. Secretària general del PSC a la seva ciutat des del 2012, forma part del Consell Nacional del Partit.
Va arribar a ser alcaldessa de la seva ciutat el 2014, substituint el també socialista Joaquim Balsera i Garcia, i va revalidar aquest càrrec en dues convocatòries electorals, l'última de les quals, el 2019, assolint la majoria absoluta del consistori.
El 30 de novembre del 2019, va ser nomenada Vicepresidenta Institucional de l'Àrea Metropolitana de Barcelona. El 2021, va presentar a Gavà el Pla de Ponent que preveia la creació d'un màxim de 4.896 habitatges, un 40% públics, especulant amb el darrer corredor biològic Garraf/Delta.
L’11 de juliol de 2021 va ser nomenada ministra de Transports, Mobilitat i Agenda Urbana, rellevant José Luis Ábalos. Després de les eleccions generals espanyoles de 2023, i un cop format el nou govern de Pedro Sánchez, fou rellevada al càrrec per Óscar Puente Santiago.
Poques setmanes després fou nomenada presidenta de Paradores.